# Igor Švõrjov
Igor Švõrjov (ur. 24 maja 1955 w Woroszyłowgradzie) – estoński szachista i trener szachowy (FIDE Trainer od 2014), arcymistrz od 2005 roku.

## Kariera szachowa
W 2001 r. podzielił II m. (wspólnie z m.in. Aleksandrem Areszczenko) w Ługańsku. Wielokrotnie startował w turniejach rozgrywanych w Ałuszcie, w kilku z nich zwyciężając, a w dwóch (w latach 2003 i 2004) zdobywając normy na tytuł arcymistrza. W 2004 r. zwyciężył w Wołgogradzie, w 2005 ponownie podzielił II m. (za Georgijem Piławowem, z Giennadijem Kuźminem i Witalijem Kisielewem) w Ługańsku, a w 2007 triumfował w Nowoszachtyńsku (wspólnie z Witalijem Kisielewem) oraz w Ałuszcie (wspólnie z Anną Szarewicz).
Najwyższy ranking w swojej karierze osiągnął 1 października 2004 r., z wynikiem 2503 punktów zajmował wówczas 3. miejsce wśród estońskich szachistów.